# Derek Hanekom
Derek Andre Hanekom (né le 13 janvier 1953 au Cap) est un homme politique sud-africain, membre du congrès national africain (ANC), membre du parlement (1994-2019), Ministre des affaires foncières (1994-1996) puis ministre de l'agriculture et des affaires foncières (1994-1999) dans le gouvernement Mandela. De 2004 à 2012, il est ministre-adjoint de la Science et des Technologies au sein, successivement, des gouvernements Mbeki, Motlante et Zuma avant de devenir ministre en titre le 4 octobre 2012. Il est ministre du Tourisme du 25 mai 2014 au 30 mars 2017 et de nouveau du 28 février 2018 au 30 mai 2019 dans le premier gouvernement Ramaphosa.

## Biographie
Ancien élève du lycée Jan van Riebeeck au Cap, il est le plus jeune des 3 enfants de Alfonso et Sheila Hanekom.
Après avoir voyagé et travaillé pendant 2 ans en Europe, en Israël et aux États-Unis (1972-1974), il revient en Afrique du Sud où il exerce plusieurs emplois à titre intérimaire. 
Ses premiers engagements politiques ont lieu en 1976 après les émeutes de Soweto. Il est arrêté après une manifestation contre l'apartheid devant le quartier général de la police de John Vorster Square à Johannesbourg.
En 1978, il s'installe dans la région du Magaliesberg, dans la province du Transvaal où il devient fermier. En 1980, il s'engage au Congrès national africain avec celle qui devient un an plus tard son épouse, Trish, une native de Rhodésie du Sud. Ils travaillent tous deux clandestinement pour le mouvement alors interdit et font de leur ferme un lieu de transit pour les militants de l'ANC et pour les opposants à la conscription. 
Derek et Trish Hanekom sont arrêtés en 1983 et inculpés pour haute trahison. Après 9 mois en détention préventive, Derek Hanekom est condamné à 2 ans de prisons et son épouse à 3 ans de détention. 
Après avoir travaillé pour quelques ONG, Derek Hanekom rejoint sa femme dans son Zimbabwe natal où elle est extradée d'Afrique du Sud après sa sortie de prison. En 1990, ils reviennent en Afrique du Sud après la levée d'interdiction de l'ANC et l'amnistie accordée aux militants politiques de l'ANC. 
Responsable de l'ANC pour les affaires foncières, Derek Hanekom est élu au parlement en 1994 et est nommé dans le gouvernement de Nelson Mandela. Il aura notamment en charge les politiques liées à la réforme agraire et la remise à plat du Land Act de 1913. De 1996 à 1999, il est ministre de l'agriculture et des affaires foncières. Absent du premier gouvernement Mbeki, il siège quasiment sans interruption dans les différents gouvernements sud-africains qui se succèdent de 2004 à 2019. 
Non reconduit dans le gouvernement Ramaphosa II, il renonce à ses fonctions de parlementaire en juin 2019, alors qu'il venait d'être réélu sur la liste menée par l'ANC